# GFF Elite League
A GFF Elite League, anteriormente conhecida por razões de patrocínio como Stag Elite League, é o atual Campeonato Guianense de Futebol. É o organizada pela Federação de Futebol da Guiana (conhecida pela sigla GFF em inglês).
Esta é a principal competição de futebol profissional na Guiana, tendo substituído a Super Liga Nacional (conhecida como Premier League em sua última temporada), após esta ter sido cancelada em 2014. É por meio dela que, atualmente, indica-se o representante guianês para a Caribbean Club Shield, competição oficial organizada pela União Caribenha de Futebol, parte da CONCACAF.

## História
A liga foi criada em 2015 pela Federação de Futebol da Guiana, com a intenção de desenvolver o futebol do país, que estava sem um campeonato nacional oficial desde 2013. Sua temporada inaugural consistiu na disputa entre 8 das 11 equipes guianenses licenciadas pela FIFA.
O primeiro clube campeão do torneio foi o Slingerz Football Club. A liga foi expandida para 10 equipes a partir de sua segunda edição, entretanto, 4 times desistiram antes do início da temporada, que ficou mais curta. Na edição 2017-18, com o campeonato novamente completo, o vencedor foi a equipe do Fruta Conquerors, que repetiu o feito em 2019, sagrando-se bicampeã.
Em 2020, a organização da liga ficou em suspenso devido à situação política interna na Federação da Guiana e à pandemia de COVID-19 no país. A edição foi confirmada apenas em 5 de janeiro de 2021, estando programada para iniciar na primeira quinzena de março. Entretanto, novos contratempos por conta da pandemia no país levaram ao cancelamento da temporada.

## Campeões
| Edição | Ano     | Campeão              | Vice-campeão     | Terceiro colocado | Quarto colocado  |
| ------ | ------- | -------------------- | ---------------- | ----------------- | ---------------- |
| 1ª     | 2015-16 | Slingerz FC (1)      | Alpha United     | Pele FC           | Fruta Conquerors |
| 2ª     | 2016-17 | Defence Force (1)    | Fruta Conquerors | Victoria Kings    | Buxton United FC |
| 3ª     | 2017-18 | Fruta Conquerors (1) | Defence Force    | Den Amstel        | Western Tigers   |
| 4ª     | 2019    | Fruta Conquerors (2) | Western Tigers   | Den Amstel        | Defence Force    |
|        | 2020-21 | Cancelada(SUS)       | Cancelada(SUS)   | Cancelada(SUS)    | Cancelada(SUS)   |
| 5ª     | 2022-23 | Defence Force (2)    | Western Tigers   | Police Force      | Santos FC        |
| 6ª     | 2024    | Defence Force (3)    | Slingerz FC      | Police Force      | Western Tigers   |

### Por clube
| Clube             | Campeão | Anos dos Títulos       | Vice | Anos do Vice  |
| ----------------- | ------- | ---------------------- | ---- | ------------- |
| Defence Force     | 3       | 2016-17, 2022-23, 2024 | 1    | 2017-18       |
| Fruta Conquerors  | 2       | 2017-18, 2019          | 1    | 2016-17       |
| Slingerz FC       | 1       | 2015-16                | 1    | 2024          |
| Western Tigers FC | 0       |                        | 2    | 2019, 2022-23 |
| Alpha United      | 0       |                        | 1    | 2015-16       |

## Promoção e rebaixamento
| Ano | Rebaixados da GFF Elite League       |                                       | Promovidos para a GFF Elite League |
| 2015/16 | Não houve rebaixamento               | Bakewell Topp XX Victoria Kings FC    |                                    |
| 2016/17 | Bakewell Topp XX Monedderlust FC     | Torneio não realizado                 |                                    |
| 2017/18 | Cougars FC New Amsterdam United      | Guyana Police Force Santos Georgetown |                                    |
| 2019NT | Ann's Grove United Victoria Kings FC | Torneio não realizado                 |                                    |
| 2022/23 | Milerock FC Victoria Kings FC        | Slingerz FC Monedderlust FC           |                                    |
| Os rebaixados e promovidos por ano estão dispostos em ordem alfabética e não pela ordem de classificação, a não ser em casos extracampo. |                                      |                                       |                                    |

NT Nota: Os clubes Ann's Grove United e Victoria Kings tiveram o rebaixamento cancelado, posteriormente, garantindo assim sua permanência e participação na edição seguinte.